# Teresa Loring
Teresa Loring, född 1918, död 2008, var en spansk politiker (francoist eller Fet y de las Jons). 
Hon satt i parlamentet 1964-1977 och ordförande för Sección Femenina 1975-1977. 